# 伊豆箱根バス熱海営業所

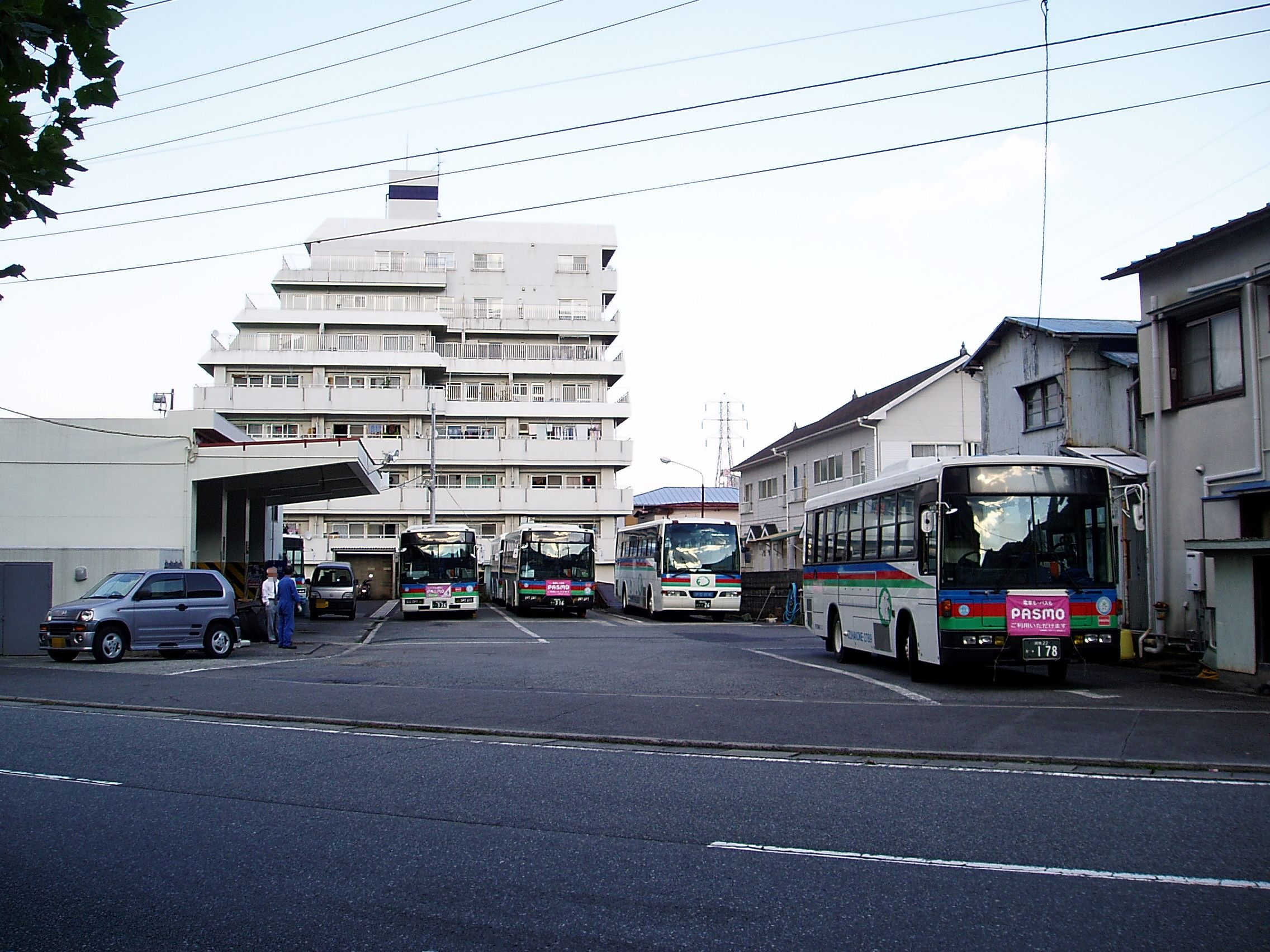
湯河原営業所

伊豆箱根バス熱海営業所（いずはこねバスあたみえいぎょうしょ）は、かつて静岡県熱海市に存在した伊豆箱根バスの営業所。
本項では、かつて神奈川県足柄下郡湯河原町に存在し、熱海営業所に統合した湯河原営業所についても記述する。

## 概説
熱海営業所は熱海市内路線および熱海駅から箱根方面への観光路線を運行していた。また、湯河原営業所は湯河原町・真鶴町内路線および湯河原駅から箱根方面への観光路線を運行していたが、2009年12月1日に熱海営業所に統合された。
箱根方面の路線は箱根登山バスと多くの区間で競合していたが、当営業所の湯河原パークウェイ・富士箱根ランドを経由する系統は単独運行であった。地域路線については西武グループと小田急グループの業務提携以前から相互乗り入れ形態での運行が行われており、特に奥湯河原やケープ真鶴への路線では月ごとに担当便を入れかえる方法がとられていた。
当営業所の路線では、交通系ICカード「PASMO」が使用できた。
2018年4月1日、三島営業所と小田原営業所に統合され、両営業所に路線が移管された。

## 所在地
- 熱海営業所 - 静岡県熱海市春日町17-15
  - 熱海整備工場 - 静岡県熱海市相の原町1-22（北緯35度6分10.2秒 東経139度3分8.3秒 / 北緯35.102833度 東経139.052306度）

2018年の統合以前に廃止された営業所
- 湯河原営業所 - 神奈川県足柄下郡湯河原町土肥四丁目9-1（北緯35度8分29.7秒 東経139度6分3.8秒 / 北緯35.141583度 東経139.101056度）

## 沿革
- 2009年12月1日 - 湯河原営業所が熱海営業所に統合[1]。
- 2018年4月1日 - 三島営業所と小田原営業所に統合され、両営業所に路線が移管。熱海駅前案内所開設[5]。

## 営業所統合時点での路線

### 熱海駅発着路線
- 熱海駅 - お宮の松 - （起雲閣前） - 来の宮神社前 - 姫の沢公園 - 十国峠登り口 - 富士箱根ランド - 箱根関所跡 - 元箱根 - 箱根園
- 熱海駅 - お宮の松 - （起雲閣前） - 来の宮駅 - 梅園 - 相の原団地
- 熱海駅 → お宮の松 → 起雲閣前 → お宮の松 → 熱海駅
- 熱海駅 → お宮の松 → （起雲閣前） → 来の宮神社前 → 笹良ヶ台団地上 → 小学校前 → 来の宮神社前 → お宮の松 → 熱海駅
- 熱海駅 - お宮の松 - 熱海港 - 熱海後楽園
  - 伊豆東海バス（当時）と共同運行。

### 湯河原駅・真鶴駅発着路線
旧湯河原営業所の担当路線。
- 湯河原駅 - 不動滝 - 奥湯河原 - 湯河原パークウェイ - 富士箱根ランド - 箱根関所跡 - 元箱根
- 湯河原駅 - 不動滝 - しとどの窟 - 大観山 - 箱根関所跡 - 元箱根
- 湯河原駅 - 不動滝 - 奥湯河原
箱根登山バスと共同運行で、月ごとに担当便を入れ替えていた[2]。
- 湯河原駅 - 吉浜 - 真鶴駅（入出庫運用のみ）
- 真鶴駅 - 山下浜 - 中川一政美術館 - ケープ真鶴
箱根登山バスと共同運行で、月ごとに担当便を入れ替えていた[3]。

## 営業所統合以前の廃止・撤退路線
- 真鶴駅 - 役場前 - うたい坂 - 岩
- 真鶴駅 - 丸山 - うたい坂 - 岩
上記2路線は2016年10月1日より真鶴町コミュニティバスに移行した[6]。
- 真鶴駅 - 幼稚園前 - 中川一政美術館 - ケープ真鶴
箱根登山バスと共同運行で、月ごとに担当便を入れ替えていた[3]。2016年10月1日より真鶴町コミュニティバスに移行した[6]。
- 湯〜遊〜バス（熱海市からコミュニティバスの運行を受託していた）